# La Maison de bambou
Pour plus de détails, voir Fiche technique et Distribution.
La Maison de bambou (House of Bamboo) est un film américain de 1955 de Samuel Fuller.

## Synopsis
À Tokyo, Eddie Kenner, un policier, s'infiltre au sein d'un gang d'anciens G.I. mené par Sandy Dawson, afin de retrouver les assassins d'une victime tuée au cours d'un hold-up d'un train de munitions. Sandy sauve la vie du policier et fait de lui son lieutenant, après avoir abattu le précédent. Sandy découvre la véritable identité d'Eddie et lors du règlement de comptes final, Eddie tue Sandy.

## Fiche technique

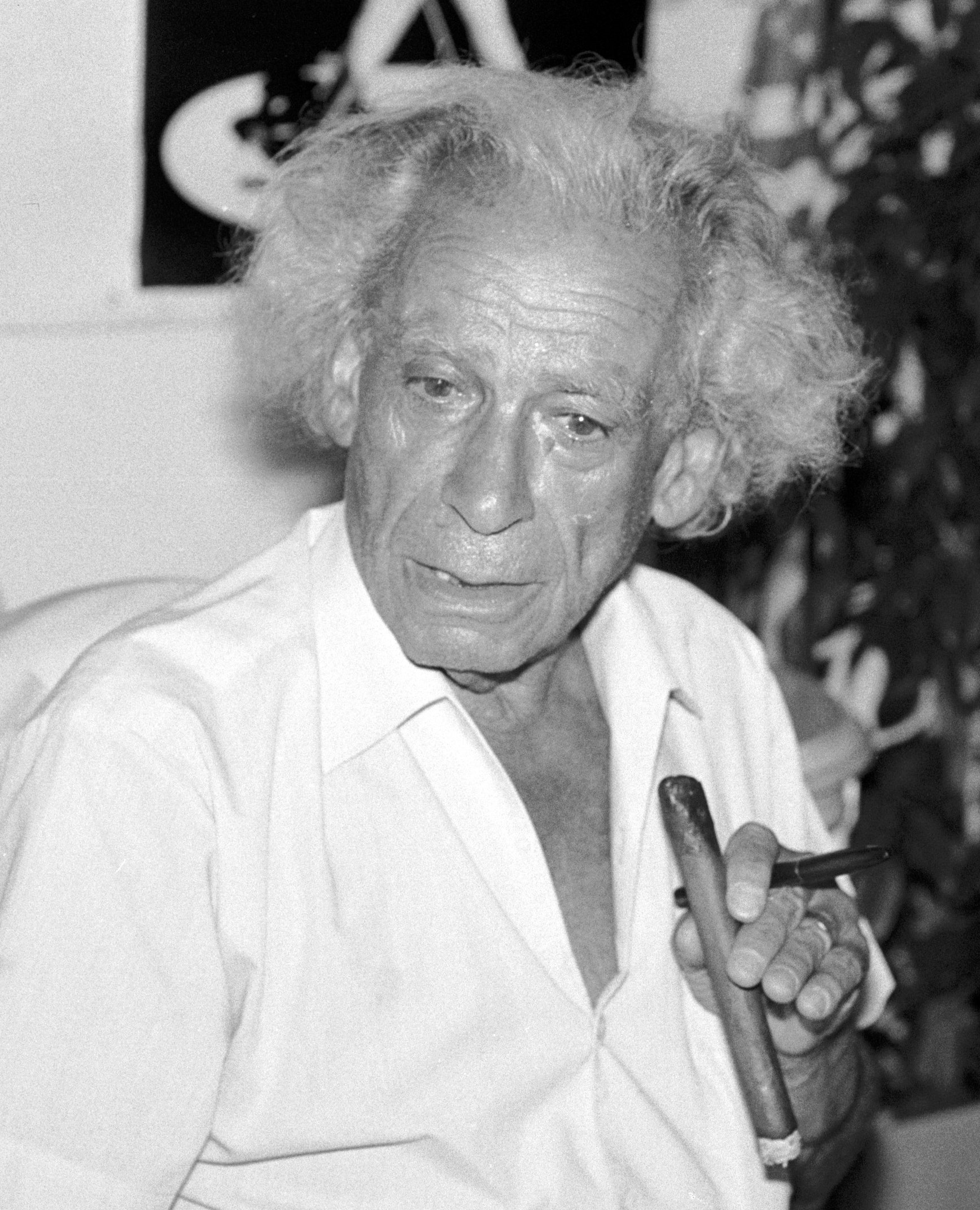
Samuel Fuller

- Titre : La Maison de bambou ou Opération Tokyo
- Titre original : House of Bamboo
- Réalisation : Samuel Fuller
- Scénario : Harry Kleiner et Samuel Fuller
- Production : Buddy Adler
- Société de production : Twentieth Century Fox
- Musique : Leigh Harline
- Photographie : Joseph MacDonald
- Montage : James B. Clark
- Pays de production : États-Unis
- Langue : anglais
- Format : Couleurs - 2,55:1
- Genre : Drame, policier
- Durée : 102 minutes
- Dates de sortie : 
  - États-Unis : 1er juillet 1955
  - France : 3 février 1956
- Lieu de tournage : Tokyo
- Date de tournage : 2 février 1955 au 28 mars 1955
- Recettes[1] :
  - États-Unis : 1 724 000 $
  - Reste du monde : 2 020 000 $
  - Total : 3 744 000 $
- Profits[1] : 378 000 $
- Affiche : Boris Grinsson (France)

## Distribution
- Robert Stack  (V.F : Jean-Claude Michel) : Eddie Kenner / Spanier
- Robert Ryan  (V.F : Raymond Loyer) : Sandy Dawson
- Yoshiko Ōtaka  (V.F : Joelle Janin) : Mariko
- Cameron Mitchell  (V.F : Michel Andre) : Griff
- Brad Dexter (V.F : Claude Bertrand) : le Capitaine Hanson
- Sessue Hayakawa  (V.F : Stéphane Audel) : l'Inspecteur Kito
- DeForest Kelley (V.F : Pierre Leproux) :Charlie, homme de sandy
- Harry Carey Jr.:John l’armurier
- Samuel Fuller : un policier
- Biff Elliot (V.F : Serge Lhorca) :Webber, mari de mariko
- Sandro Giglio  (V.F : Raymond Rognoni) : Ceram
- Peter Gray (V.F : Jean Clarieux) :Willy, homme de sandy
- Neyle Morrow  (V.F : Michel Francois) : Caporal Davis
- Barry Coe (en) (V.F : Lucien Bryonne): Hanson's deputy

## Autour du film
- Il s'agit du premier film d'Hollywood tourné intégralement au Japon[2].
- C'est la seconde version du scénario d'Harry Kleiner après La Dernière Rafale (The Street with No Name) réalisé par William Keighley en 1948.
- Gary Cooper était pressenti pour jouer le rôle de Eddie Kenner mais vu son statut de star, il aurait été difficile de tourner incognito dans les rues du Japon[2].
- Samuel Fuller joue le rôle d'un policier tué d'une balle.
- C'est la troisième (et dernière) collaboration du cinéaste avec le directeur photo Joseph MacDonald après Le Port de la drogue et Le Démon des eaux troubles.
- Dans le film de Spielberg Minority Report (2002), une scène de House of Bamboo est diffusée sur un mur de la sordide « clinique » du chirurgien des yeux. On y voit le personnage de Robert Ryan tuer le personnage joué par Cameron Mitchell tandis que ce dernier est dans un bain japonais. La scène résonne avec l'intrigue de Minority report, puisque Mitchell se fait tuer pour un crime que Ryan croit que Mitchell a commis (avoir dénoncé ses comparses à la police), tandis que Tom Cruise est supposé devoir tuer un homme (Crow) à cause d'un crime que celui-ci n'a en fait jamais commis (l'enlèvement du fils du personnage de Tom Cruise).

## Réception critique
- Lors de sa sortie, le Tokyo Shinbun reprochait le traitement de la femme japonaise, « comme un jouet », « cette manière d'ignorer complètement les coutumes, la géographie et les sentiments japonais nous met très mal à l'aise »[3].
- Pour Jean Tulard, le film est « une toile de fond insolite — le Japon — pour un thriller aux accents shakespeariens. Une extraordinaire ambiguïté : Sandy, émouvant homosexuel est finalement plus sympathique que Kenner qui trahit sa confiance »[4].
- Le cinéaste Barbet Schroeder parlait du film en ces termes en 1997 : « [...] c'est la seule fois de ma vie où j'ai vu un film 3 fois de suite, de six heures de l'après-midi à minuit ! Ce qui m'a véritablement fasciné, c'est la splendeur plastique et dynamique de chaque plan, la beauté des couleurs pastel, la constante invention filmique. Chaque scène, chaque fondu, a un timing parfait »[1].
- Le critique de cinéma Keith Uhlich estime que le film est un excellent exemple de photographie grand-écran. Il écrit dans une critique : « Très simplement, La Maison de bambou montre quelques-uns des exemples les plus spectaculaires de photographie panoramique de l'histoire du cinéma. Voyageant au Japon pour le compte de la 20th Century Fox, Fuller a capturé visuellement un pays divisé, pris au piège entre les traditions passées et les attitudes progressistes tout en s'attardant dans les séquelles dévastatrices d'une bien trop récente guerre mondiale. Sa conception visuelle représente les fractures sociétales à travers une série de tableaux vivants non commerciaux à grande profondeur de champ, une succession de silhouettes, d'écrans, et de photographie couleurs stylisée qui mêle la capiteuse folie d'un mélodrame de Douglas Sirk et la recherche philosophique des meilleurs films noirs » (Uhlich, Keith. Slant magazine, film/DVD review, 2005. Accessed: August 2, 2013).